# Hyalonema kirkpatricki
Hyalonema kirkpatricki är en svampdjursart som beskrevs av Isao Ijima 1927. Hyalonema kirkpatricki ingår i släktet Hyalonema och familjen Hyalonematidae.

## Underarter
Arten delas in i följande underarter:
- H. k. globosum
- H. k. kirkpatricki